# Lady Sheba
Jessie Wicker Bell, mais conhecida como Lady Sheba (Condado de Knott, 18 de julho de 1920 — 20 de março de 2002), foi uma escritora estadunidense wiccana e fundadora da Tradição Céltica Americana. Em agosto de 1971, Lady Sheba criou a American Order of the Brotherhood of the Wicca com o objetivo de unir todas as praticantes de Wicca (covens, grupos, tradições), oficialmente a registrando como organização religiosa no Michigan, uma das primeiras pessoas a estabelecer a bruxaria como uma religião legalmente reconhecida.
Não obstante a polêmica que a publicação do seu livro das sombras causou no meio da bruxaria e do neopaganismo, sua influência é reconhecida em trabalhos acadêmicos desde a década de 1980.